# París-Roubaix 2000
La París-Roubaix 2000 fou la 98a edició de la París-Roubaix. La cursa es disputà el 9 d'abril de 2000 i fou guanyada pel belga Johan Museeuw, que s'imposà en solitari en la meta al velòdrom André Pétrieux de Roubaix. Peter Van Petegem i Erik Zabel foren segon i tercer respectivament. Aquesta era la tercera cursa de la Copa del Món de ciclisme.

## Classificació final
|    | Ciclista                | Equip                    | Temps      |
| -- | ----------------------- | ------------------------ | ---------- |
| 1  | Johan Museeuw (BEL)     | Mapei-Quick Step         | 6h 47' 00" |
| 2  | Peter Van Petegem (BEL) | Farm Frites              | + 15"      |
| 3  | Erik Zabel (GER)        | Team Telekom             | + 15"      |
| 4  | Tristan Hoffman (NED)   | Memory Card-Jack & Jones | + 15"      |
| 5  | Stefano Zanini (ITA)    | Mapei-Quick Step         | + 15"      |
| 6  | George Hincapie (USA)   | US Postal                | + 15"      |
| 7  | Marc Wauters (BEL)      | Rabobank ProTeam         | + 15"      |
| 8  | Franco Ballerini (ITA)  | Lampre-Daikin            | + 15"      |
| 9  | Steffen Wesemann (GER)  | Team Telekom             | + 21"      |
| 10 | Andrea Tafi (ITA)       | Mapei-Quick Step         | + 1' 18"   |